# Sincronia (cronobiologia)
En l'estudi de la cronobiologia, la sincronia es produeix quan els esdeveniments rítmics fisiològics o de comportament coincideixen amb el seu període amb el d'una oscil·lació ambiental. En definitiva, és la interacció entre els ritmes circadians i l'entorn. Un exemple central és la sincronia dels ritmes circadians al cicle diari llum-foscor, que en última instància està determinat per la rotació de la Terra. L'exposició a certs estímuls ambientals provocarà un canvi de fase i un canvi brusc en el temps del ritme. La sincronia ajuda els organismes a mantenir una relació de fase adaptativa amb el medi, així com a prevenir la deriva d'un ritme de marxa lliure. Es creu que aquesta relació de fase estable aconseguida és la funció principal de sincronia.
Hi ha dos modes generals de sincronia: el fàsic i el continu. El mode fàsic és quan hi ha una interacció limitada amb l'entorn per "reiniciar" el rellotge cada dia per la quantitat igual a l'"error", que és la diferència entre el cicle ambiental i el ritme circadià de l'organisme. El mode continu és quan el ritme circadià s'ajusta contínuament per l'entorn, generalment per llum constant. Dues propietats, el període de lliure funcionament d'un organisme i la corba de resposta de fase, són les principals peces d'informació necessàries per investigar la sincronia individual. També hi ha límits a l'entrament. Tot i que hi pot haver diferències individuals en aquest límit, la majoria dels organismes tenen un límit de +/- 3 hores de sincronia. A causa d'aquest límit, pot trigar diversos dies a tornar a incorporar-se.
El terme arrastre s'aplica perquè els ritmes biològics són endògens: el ritme persisteix fins i tot en absència de senyals ambientals perquè no és un comportament après sinó quelcom inherent als organismes. Dels diversos senyals possibles, anomenats zeitgebers (alemany per a 'donadors de temps', 'sincronitzadors', 'cronometradors externs'), que poden contribuir a l'enrotllament, la llum té el major impacte. Unitats de temps circadià (TC) s'utilitzen per descriure la sincronia per referir-se a la relació entre el ritme i el senyal/pols de llum.
El cicle activitat/repòs (son) en els animals és un dels ritmes circadians que normalment s'arrosseguen per senyals ambientals. En els mamífers, aquests ritmes endògens són generats pel nucli supraquiasmàtic (SCN) de l'hipotàlem anterior. La sincronia s'aconsegueix alterant la concentració dels components del rellotge mitjançant l'expressió gènica alterada i l'estabilitat de proteïnes.
Les oscil·lacions circadianes es produeixen fins i tot a les cèl·lules d'òrgans aïllats com el fetge/cor com a oscil·ladors perifèrics, i es creu que es sincronitzen amb el marcapassos mestre del cervell dels mamífers, el SCN. Aquestes relacions jeràrquiques no són les úniques possibles: dos o més oscil·ladors es poden acoblar per assumir el mateix període sense que cap sigui dominant sobre l'altre o els altres. Aquesta situació és anàloga als rellotges de pèndol.
La fase de sincronia es refereix al moment relatiu de qualsevol esdeveniment circadià dins del dia objectiu de 24 hores.
Quan una bona higiene del son és insuficient, la falta de sincronització d'una persona amb el dia i la nit pot tenir conseqüències per a la salut. Hi ha alguna variació dins de la sincronia dels cronotips normals; és normal que els humans es despertin entre les 5 i les 9 del matí. Tanmateix, els pacients amb DSPD, ASPD i trastorns de la son-vigília que no són de 24 hores es troben inadequadament arrastrats a la llum/foscor.